# عبدالرحیم النشیری
عبدالرحیم النشیری (به عربی: عبد الرحيم النشيري) زاده ۵ ژانویهٔ ۱۹۶۵ یک شهروند عربستان سعودی است که در نوامبر ۲۰۰۲ (میلادی) توسط ایالات متحده آمریکا در دبی به دلیل همکاری با القاعده بازداشت شد. او در زندان گوانتانامو نگهداری می‌شود.

## شکنجه
او از شکنجه‌شدگان در زندان آژانس اطلاعات مرکزی (سیا) در تایلند است.
عبدالرحیم النشیری ۲ بار در زندان گوانتانامو توسط روش القای حس خفگی با آب شکنجه شد.